# Alexander Kästner

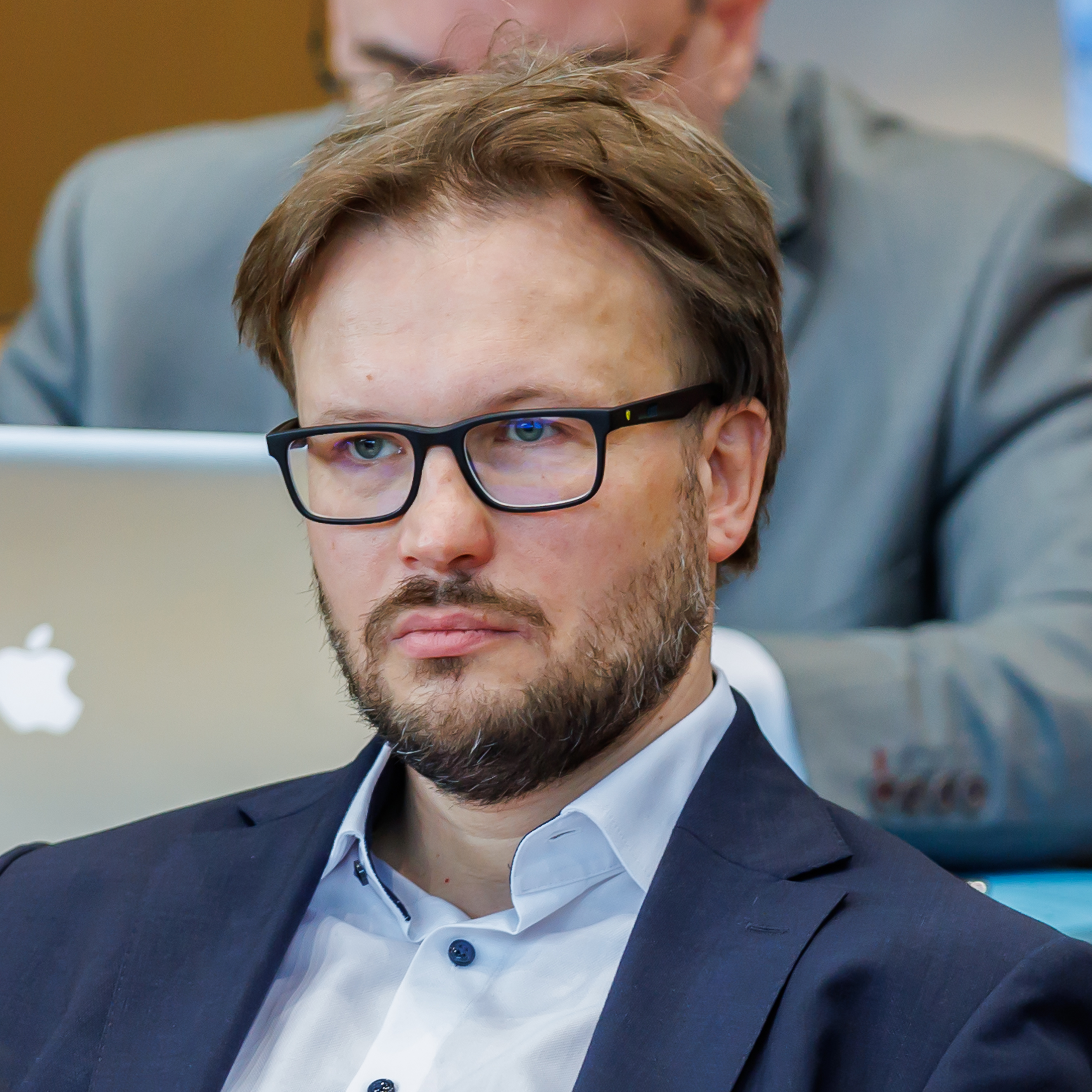
Kästner (2024)

Alexander Kästner (* 1975 in Meiningen) ist ein deutscher Politiker (BSW, ehemals CDU). Er ist seit 2024 Mitglied des Thüringer Landtags.

## Leben
Nach dem Ablegen des Abiturs 1995 folgte ein Studium der Rechtswissenschaft und Politikwissenschaft an der Friedrich-Schiller-Universität Jena, welches er 2004 mit dem zweiten juristischen Staatsexamen abschloss. Anschließend arbeitete Kästner als selbstständiger Rechtsanwalt in Meiningen und Wasungen.
Kästner ist ledig und hat ein Kind.
2009 kandidierte Kästner für die CDU Thüringen auf der Landesliste und im Wahlkreis Suhl – Schmalkalden-Meiningen – Hildburghausen für den Bundestag.
Seit 2018 ist Kästner Präsident des Kreissportbundes Schmalkalden-Meiningen.
2024 wurde Kästner als Schatzmeister in den Vorstand des BSW Thüringen gewählt. Bei der Landtagswahl in Thüringen am 1. September 2024 zog Kästner über die Landesliste des BSW in den Thüringer Landtag ein.